# Tremendas
Tremendas es una fundación sin ánimo de lucro fundada en 2019, y está compuesta por mujeres jóvenes y adolescentes de 13 a 25 años que generan impacto social en 7 pilares distintos a base de los objetivos de desarrollo sostenible de la Organización de las Naciones Unidas.

## Origen
Tremendas surgió en 2019 por iniciativa de Julieta Martínez, activista social chilena que con 15 años decidió crear un espacio de participación y colaboración para adolescentes. La idea inicial fue desarrollar un sitio web para visibilizar la historia de mujeres jóvenes que estuviesen impulsando un cambio en la sociedad. Este movimiento inicial fue creciendo y en 2021 ya contaba con más de 150 jóvenes en Chile, además de embajadoras en más de 15 países como Bolivia, Panamá y Argentina.
La plataforma se inspira en los Objetivos de Desarrollo Sostenible de la ONU, organizando en las áreas de acción estratégica: Arte y cultura, educación, género, medioambiente, salud y bienestar, sociedad inclusiva (SOCIN), y STEM. Desde su creación ha colaborado con diversas entidades chilenas, como la Defensoría de la Niñez (NNA) de Chile y la Red Jóvenes por el Clima, y también internacionales, como ONU Mujeres y Unicef.

## Proyectos
Para alcanzar sus objetivos, Tremendas promueve diversas actividades como la organización de exposiciones, ciclos de conversación, activaciones en comunidades e iniciativas virtuales. Algunos de los proyectos que han desarrollado son:
- «Juntas en cuarentena», con el objetivo de acompañar, contener y conversar temas que les afectan a los jóvenes.[5]
- «Ponte la Medalla», que busca empoderar a niñas y adolescentes bajo la metáfora de «ganarse una medalla a través de la apropiación de discursos».[6]
- «Mi Voz Cuenta», para conocer de primera fuente las opiniones de los y las estudiantes en cuarentena.[7]
- «Tremendas Científicas: Niñas Curiosas, Mujeres Científicas», un kit científico para niñas de 5.° año básico que busca fomentar la curiosidad y profundización del método científico de forma didáctica y amena.[8]
- «Academia Climáticas», iniciativa medio ambiental que busca potenciar los talentos y habilidades de sus participantes para poder generar y concretar acciones de impacto social que contribuyan a combatir la crisis climática y así lograr el camino hacia un desarrollo sustentable.[9]
- «Academia Atómicas», iniciativa educativa que busca que niñas y jóvenes de Latinoamérica y el Caribe de 12 a 25 años, puedan aprender sobre tecnología y robótica, astronomía y física, y ciencias biológicas con científicos y expertos, con el objetivo de reducir la brecha de género en las ciencias. Esta iniciativa desarrollada por el área de STEM de Fundación Tremendas formó a más de mil niñas en su primera versión (2021), donde las graduadas completaron una formación en gestión de proyectos de innovación mediante la aplicación de soluciones científico-tecnológicas.[10]